# Iceage
Gli Iceage sono un gruppo musicale danese formatosi nel 2008 a Copenaghen.

## Storia
Gli Iceage si formano nel 2008; l'età media del gruppo è 17 anni. Firmano per la casa discografica Escho per pubblicare il 45 giri d'esordio, l'eponimo Iceage, nel 2009 e poi per Tambourhinoceros e per Dais Records negli Stati Uniti d'America. Scritturata da What's Your Rupture? Records per l'uscita internazionale, la band pubblica l'album di debutto, New Brigade, nel gennaio 2011 in Danimarca e il 21 giugno 2011 negli Stati Uniti d'America.
Nel febbraio 2013 il gruppo pubblica il secondo album in studio, You're Nothing, dopo aver firmato con l'etichetta indipendente Matador Records. Il disco riceve una valutazione di 4 stelle su 5 da Allmusic e 4 stelle e mezza su 5 da Humo.
Nell'ottobre 2014 la band pubblica l'album Plowing Into the Field of Love per l'etichetta Matador. Tutti e tre gli album ricevono una nomination per il premio IMPALA's European Independent Album of the Year. Il 4 maggio 2018 esce il quarto album Beyondless, per Matador. 
Il 7 maggio 2021 esce l'album Seek Shelter, il primo per l'etichetta Mexican Summer.

## Formazione
- Elias Bender Rønnenfelt – voce, chitarra
- Johan Surrballe Wieth – chitarra, cori
- Jakob Tvilling Pless – basso
- Dan Kjær Nielsen – batteria
- Casper Morilla – chitarra

## Discografia

### Album in studio
- 2011 - New Brigade
- 2013 - You're Nothing
- 2014 - Plowing Into the Field of Love
- 2018 - Beyondless
- 2021 - Seek Shelter

### EP
- 2009 - Iceage
- 2013 - Lower / Iceage (split)
- 2013 - To the Comrades

### Album dal vivo
- 2011 - Coalition
- 2014 - Live, April Fools Day
- 2015 - Live 2014